# Constanza de Hungría (reina de Bohemia)
Constanza de Hungría (Estrigonia, 17 de febrero de 1180-Předklášteří, 6 de diciembre de 1240) fue reina de Bohemia como la segunda esposa de Otakar I de Bohemia.

## Familia

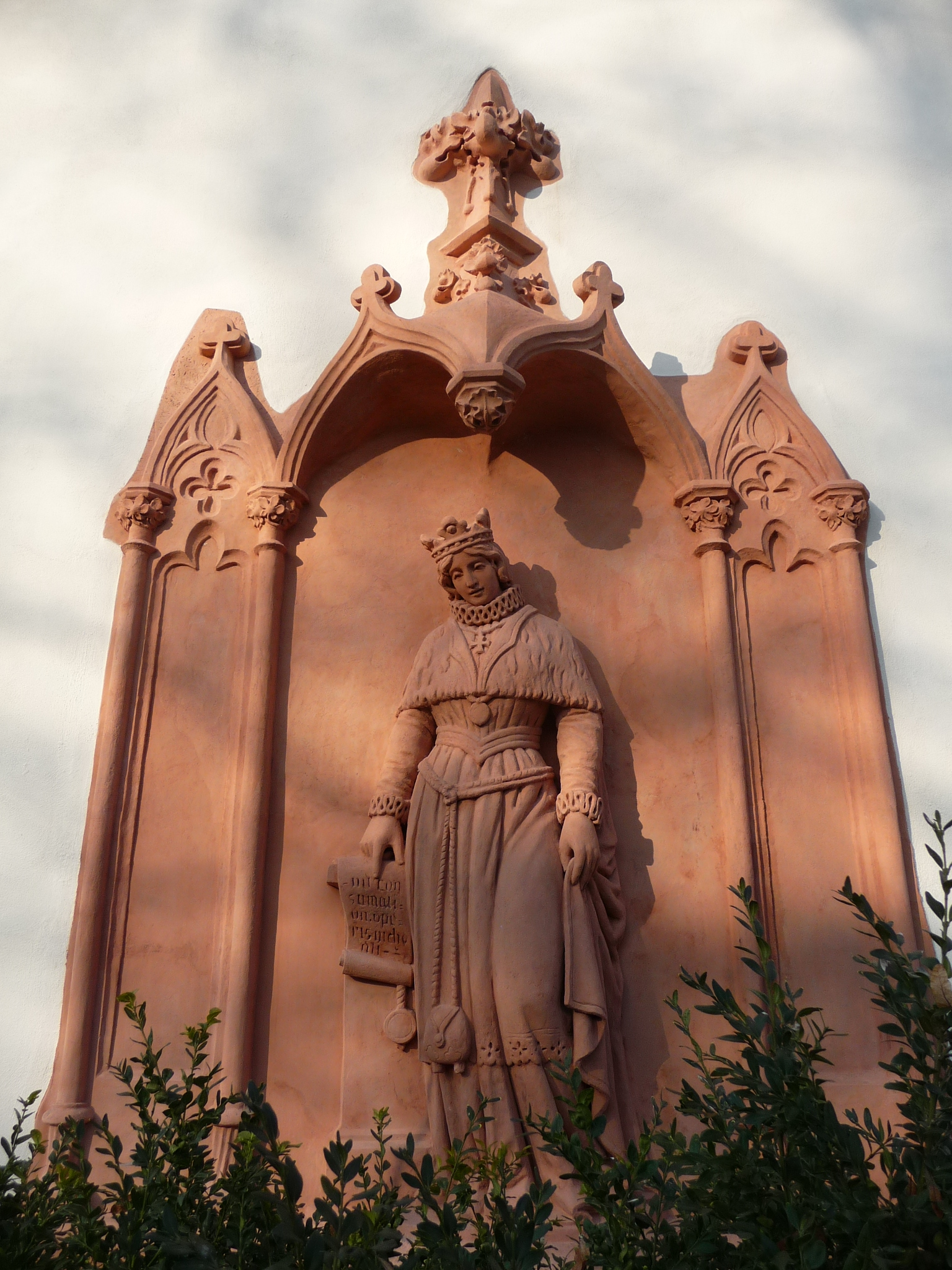
Constanza de Hungría representada en el cisterciense Convento de Porta Coeli, Předklášteří.

Constanza era hija de Bela III de Hungría y de su primera esposa, Inés de Châtillon. Sus hermanos mayores fueron: Emerico de Hungría, Margarita de Hungría y Andrés II de Hungría.

## Matrimonio
En 1199, Otakar I de Bohemia se divorció de su primera esposa, Adelaida de Meissen, justificándose por su consanguinidad. Contrajo matrimonio con Constanza ese mismo año y tuvieron nueve hijos.
La reina Constanza es a menudo señalada como donante junto a su marido en varios documentos durante su reinado. Sus peticiones a su marido para varias donaciones también están registradas. Se cree que Constanza le vendió la ciudad de Boleráz a su sobrino, Bela IV de Hungría. En 1247, Bela confirió dicha ciudad a las monjas de Trnava. Una epístola por la que Constanza presuntamente concedió la libertad a las ciudades de Břeclav y Olomouc está considerada como falsa. La misma epístola le concede tierras en Ostrovany al monasterio de San Esteban de Hradište. Otra falsa epístola registra que Constanza estableció a "honorables hombres teutónicos" (viros honestos Theutunicos) en la ciudad de Hódonin. En 1230, Otakar falleció y su hijo con Constanza, Wenceslao, le sucedió como rey de Bohemia. Ella sobrevivió a su marido por una década.
En 1231, el papa Gregorio IX colocó las posesiones de viuda de Constanza bajo la protección de la Santa Sede. Su carta a Constanza aclara dichas posesiones, que incluían las provincias de Břeclav, Pribyslavice, Dolní Kunice, Godens, Bzenec, y Budějovice. En 1232, Constanza fundó el convento de Porta Coeli, cerca de Tišnov, y se retiró allí como monja. Falleció en el convento el 6 de diciembre de 1240.

## Descendencia
- Bratislao (c. 1200-antes de 1209).
- Judith (c. 1202-2 de junio de 1230), desposó a Bernhard von Spanheim, duque de Carintia.
- Ana (c. 1204-23 de junio de 1265), desposó al duque Enrique II de Silesia.
- Inés, se cree que murió en la infancia.
- Wenceslao I de Bohemia (c. 1205-23 de septiembre de 1253), sucedió a su padre como rey de Bohemia.
- Vladislao (1207-10 de febrero de 1228), margrave de Moravia.
- Přemysl (1209-16 de octubre de 1239), margrave de Moravia. Desposó a Margarita, hija de Otón de Merania y de Beatriz II de Borgoña.
- Guglielma (1210-24 de octubre de 1281).
- Inés (20 de enero de 1211-6 de marzo de 1282), abadesa de las Clarisas franciscanas de Praga.